# Lorena Zaffalon
Lorena Zaffalon (Milano, 10 agosto 1981) è una nuotatrice artistica italiana.

## Biografia
Nata a Milano nel 1981, a 18 anni, nel 1999, ha ottenuto due medaglie di bronzo ai Mondiali giovanili di Cali, nel solo, con 86.95 punti dietro alla russa Anastasija Davydova e alla francese Charlotte Fabre, e nel duo con Joey Paccagnella, con 86.10 punti dietro alle coppie russa e cinese. 
A 21 anni ha vinto la medaglia di bronzo nella gara a squadre agli Europei di Berlino 2002, chiudendo dietro a Russia e Spagna. Agli Europei di Madrid 2004 ha invece ottenuto un altro bronzo nella gara a squadre, sempre dietro a Russia e Spagna, ma soprattutto l'argento nel combinato a squadre, dietro alla sola Spagna.
A 23 anni ha partecipato ai Giochi olimpici di Atene 2004, nel duo con Beatrice Spaziani, chiudendo 7ª nelle qualificazioni (con 93.417 punti, dei quali 46.500 nel tecnico e 46.917 nel libero) e 8ª in finale, con 93.250 punti (46.500 nel tecnico e 46.750 nel libero), e anche nella gara a squadre con Cirulli, Fiorentini, Paccagnella, Plaisant, Savoia, Spaziani, Stefanelli e Zanazza, arrivando al 7º posto, con 94.084 punti (46.834 nel tecnico e 47.250 nel libero).
Nel 2019 è diventata supervisore del nuoto sincronizzato per Sport Management a Cremona; svolge anche il ruolo di direttrice tecnica presso il camp estivo Sincro Camp a Lignano Sabbiadoro.

## Palmarès

### Campionati europei
- 3 medaglie:
  - 1 argento (Combinato a squadre a Madrid 2004)
  - 2 bronzi (Gara a squadre a Berlino 2002, gara a squadre a Madrid 2004)

### Campionati mondiali giovanili
- 2 medaglie:
  - 2 bronzi (Solo a Cali 1999, duo a Cali 1999)